# Jüdischer Friedhof Jöhlingen

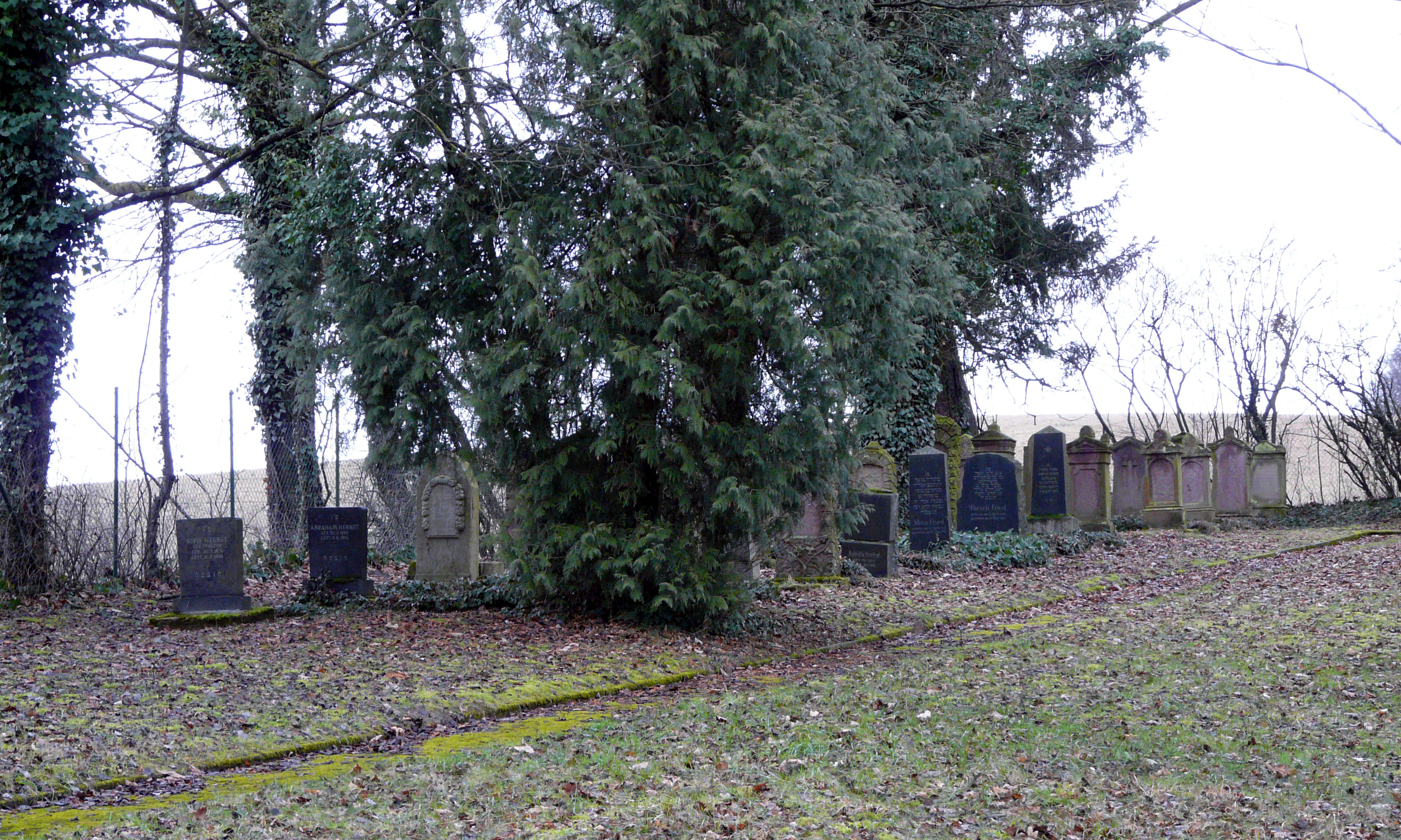
Jüdischer Friedhof in Jöhlingen

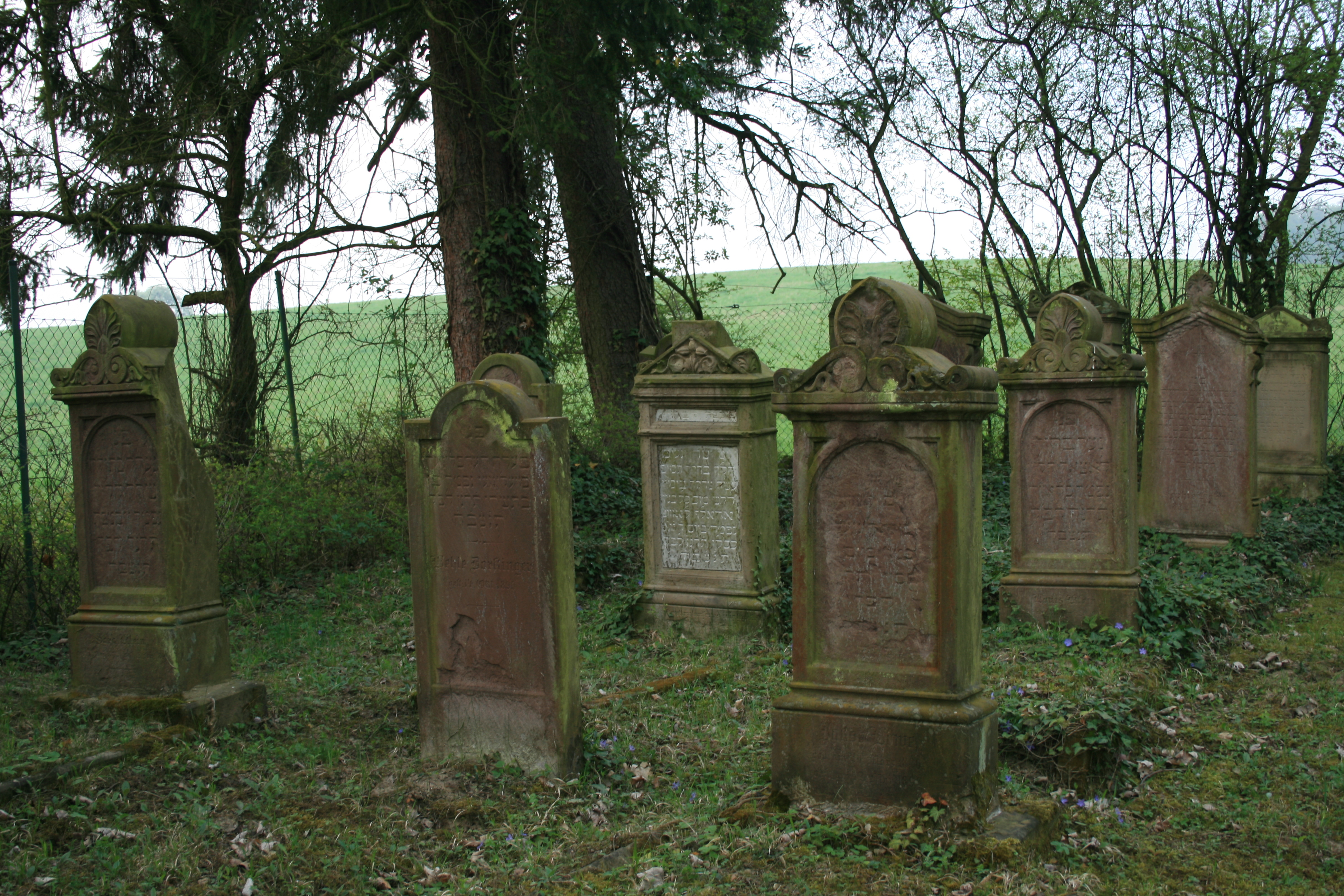
Grabsteine

Der Jüdische Friedhof Jöhlingen ist ein jüdischer Friedhof in Jöhlingen, einem Ortsteil der Gemeinde Walzbachtal im Landkreis Karlsruhe im nördlichen Baden-Württemberg. Der Friedhof ist ein geschütztes Kulturdenkmal.
Die Toten der jüdischen Gemeinde Jöhlingen wurden zunächst auf dem jüdischen Friedhof Obergrombach beigesetzt. 1888 wurde ein eigener Friedhof errichtet, der sich in der Nähe der Bahnlinie an der Straße nach Wössingen befindet. Der jüdische Friedhof hat eine Fläche von 12,47 Ar und heute sind noch 46 Grabsteine vorhanden. Die letzte Bestattung fand 1936 statt.